# Allactaga severtzovi
Allactaga severtzovi är en däggdjursart som beskrevs av Boris Stepanovich Vinogradov 1925. Allactaga severtzovi ingår i släktet hästspringråttor och familjen hoppmöss. IUCN kategoriserar arten globalt som livskraftig. Inga underarter finns listade.

## Utseende
Individerna blir 145 till 185 mm långa (huvud och bål), har en 205 till 250 mm lång svans och väger 122 till 220 g. Bakfötterna är 67 till 81 mm långa och öronen är 49 till 61 mm stora. Pälsen på ovansidan och på huvudet har samma färg som lera och på undersidan förekommer vit päls. Allactaga severtzovi har en avplattad tofs vid svansens spets. De främre 35 till 55 mm av tofsen är svarta och de bakre 40 till 60 mm är vita. Vid bakfötterna har arten nakna tår. Denna gnagare har vit tandemalj på framtändernas framsida. Hanar saknas ett penisben.

## Utbredning
Denna hästspringråtta förekommer i södra Kazakstan, Uzbekistan, Tadzjikistan och i Turkmenistan. Habitatet utgörs av öknar med några glest fördelade växter.

## Ekologi
Arten har ungefär samma beteende som den stora hästspringråttan (Allactaga major). Den bygger tillfälliga jordhålor och mera komplexa tunnelsystem för längre vistelse. Parningen sker under våren och per kull föds tre till sju ungar.
Allactaga severtzovi blir under våren och hösten 30 till 50 minuter efter solnedgången aktiv. Under sommaren börjar aktiviteten redan 10 till 20 minuter efter solnedgången. Arten börjar vilotiden ungefär 30 minuter före soluppgången. Vinterdvalan varar från oktober/november till februari. Denna gnagare äter frön, gröna växtdelar, rötter och insekter.
Dräktigheten varar i 20 till 21 dagar och ungarna diar sin mor i 40 till 50 dagar. Könsmognaden infaller vanligen efter 8 till 11 månader. I sällsynta fall kan exemplar som föds under våren fortplanta sig under hösten efter 6 månader.